# ساحرة بلير (فلم)
ساحرة بلير (بالإنجليزية: Blair Witch) هو فيلم رعب نفسي من نوع تسجيلات مكتشفة الفيلم من إخراج آدم وينغارد  وتأليف سيمون باريت. إنه تتمة مباشرة لفيلم مشروع ساحرة بلير ومن بطولة جيمس ألين ماكيون، كالي هيرنانديز، براندون سكوت، كوربن ريد، ويس روبنسون وفالوري كاري. الفيلم يتابع مجموعة من طلاب الكلية ومرشديهم المحليين أثناء توغلهم في غابة بلاك هيلز في ولاية ماريلاند من أجل كشف الأسرار المحيطة باختفاء أخت جيمس دوناهو هيذر. في البداية، كانت علاقة الفيلم بسلسلة ساحرة بلير وتم تصوير الفيلم تحت عنوان وهمي.
عرض الفيلم في سان دييغو كومك كون إنترناشونال في 22 يوليو 2016 وكانت افتتاحيته في مهرجان تورونتو السينمائي الدولي في 11 سبتمبر من ذلك العام قبل أن يبدأ عرضه في الولايات المتحدة في 16 سبتمبر من قبل ليونزجيت.

## الحبكة
يدخل غابة فورست هيلز طلاب كلية جيمس دوناهو، ليزا أرلينغتون، آشلي بينيت بيتر جونز والسكان المحليين تاليا ولين للبحث عن أخت جيي هيذر، الذي يعتقد الكثيرون بوجود علاقة مع أسطورة ساحرة بليربعد اختفائها قبل اثنين وعشرين عاما. أثناء سفرهم داخل الغابة، تكشف سلسلة من الحوادث الغريبة والقوى الخارقة للطبيعة عن أن الأسطورة حقيقية.

## الممثلون
- جيمس ألين ماكيون بدور جيمس دوناهو
- كالي هيرنانديز بدور ليزا أرلينغتون
- براندون سكوت بدور بيتر جونز
- كوربن ريد بدور آشلي بينيت
- ويس روبنسون بدور لاين
- فالوري كاري بدور تاليا

## الإصدار
عرض الفيلم لأول مرة في مهرجان تورونتو السينمائي الدولي في 11 سبتمبر 2016. وبدأ عرضه في صالات السينما في الولايات المتحدة في 16 سبتمبر 2016.

## روابط خارجية
- مقالات تستعمل روابط فنية بلا صلة مع ويكي بيانات